# Europæisk vildkat
Den europæiske vildkat (latin: Felis silvestris silvestris) er et medlem af kattefamilien, og er en underart af arten Felis silvestris, vildkatten.

## Levemåde og udseende
Den europæiske vildkat er en enegænger, der kun opsøger andre artsfæller i parringstiden, som er i februar. Ungerne fødes i april i en hule og åbner først øjnene 8-12 dage efter fødslen. Der fødes 2-6 killinger per kuld, men det kan variere. Vildkatten lever i tætte, dybe skove, i bakkede og bjergrige områder i Centraleuropa og Sydeuropa. Den jager helst mus, men den tager også fugle, firben og insekter. Den jager helst om natten, og er også mest aktiv på det tidspunkt. Hannen er normalt lidt større end hunnen. Ungerne begynder at jage når de er cirka 12 uger gamle, de løsriver sig når de er 4-5 måneder gamle, og bliver kønsmodne når de er ca. 11 måneder gamle. Voksne dyr dør som regel i 15-17 års alderen, men kan også komme over 20 år. Den europæiske vildkat er ca. 30-35 cm høj til skuldrene, vejer 4-8 kg, og er 40-75 cm lang. Den europæiske vildkat er en anelse større og mere robust bygget end tamkatten, og har også en anderledes adfærd. Den europæiske vildkats pelsfarve varierer stærkt, eftersom det er afgørende hvor den lever. Mange af dens farver er ens med tamkatten.

## Tilknytning til mennesker
Den europæiske vildkat er meget sky over for mennesker, og er også meget tilbagetrukken. Den har ikke de genetiske muligheder for at ændre adfærd og tilpasse sig et liv med mennesker. Den europæiske vildkat er umulig at gøre tam fordi den er alt for aggressiv, og har ingen del i udviklingen af tamkatten. Dog stammer både tamkatten og den Europæiske vildkat fra samme forfader, den Afrikanske vildkat (Felis silvestris lybica).